# Carmen Calvo
María del Carmen Calvo Poyato, née le 7 juin 1957 à Cabra, est une femme politique espagnole membre du Parti socialiste ouvrier espagnol (PSOE).
Docteure en droit constitutionnel de l'université de Cordoue, elle y enseigne ensuite cette matière. Elle est nommée en 1996 conseillère à la Culture d'Andalousie et se fait élire députée régionale en 2000. En 2004, elle est élue au Congrès des députés puis nommée ministre de la Culture. Elle quitte ce poste en 2007, avant d'être désignée vice-présidente du Congrès.
Entre 2008 et 2011, elle préside la commission de l'Égalité de la chambre basse des Cortes Generales. Elle se retire ensuite de la vie politique, mais y revient en 2017 comme secrétaire à l'Égalité du PSOE. Elle est nommée vice-présidente du gouvernement espagnol et ministre de la Présidence, des Relations avec les Cortes et de l'Égalité en juin 2018.

## Formation et vie professionnelle
Après avoir effectué ses études primaires et secondaires dans l'enseignement catholique, elle entre à l'université de Séville et ressort avec une licence en droit public. Elle obtient le titre de docteur en droit constitutionnel à  l'université de Cordoue en 1980, matière qu'elle enseigne ensuite en tant que professeur titulaire dans la même université jusqu'en 2018. Elle deviendra par la suite secrétaire générale de la faculté de droit de Cordoue, puis secrétaire de l'Institut andalou interuniversitaire de criminologie.
Elle a coécrit La femme en Espagne, Politique sociale pour l'égalité des sexes et Politique sociale et État-providence.

## Débuts politiques en Andalousie
Elle commence sa carrière en 1995 en devenant membre du Conseil économique et social de la province de Cordoue. 
Le 15 avril 1996, elle est nommée conseillère à la Culture du gouvernement andalou, présidé par le socialiste Manuel Chaves. Elle est élue députée au Parlement d'Andalousie en mars 2000, comme indépendante, et reconduite au département de la Culture. Lors de ces élections, son frère José est lui aussi élu député régional, mais pour les régionalistes du Parti andalou.

## Au niveau national

### Ministre de Zapatero
En vue des élections générales du 14 mars 2004, elle devient conseillère de la campagne de José Luis Rodríguez Zapatero et adhère au Parti socialiste ouvrier espagnol (PSOE). Candidate sur la liste socialiste de Cordoue, elle est élue au Congrès des députés et devient ministre de la Culture du premier gouvernement de Zapatero le 18 avril suivant.
Lors du remaniement du 9 juillet 2007, elle cède ses fonctions ministérielles à l'écrivain César Antonio Molina. Elle est élue dix jours plus tard première vice-présidente du Congrès en remplacement de Carme Chacón, nommée ministre du Logement.
Placée en tête de liste dans la circonscription cordouane, elle est réélue députée aux élections du 9 mars 2008. Elle devient présidente de la commission de l'Égalité du Congrès le 5 mai suivant. Elle se retire de la vie politique en 2011, après un désaccord sur sa candidature lié à celle de l'ancienne maire écosocialiste et désormais ministre de Zapatero, Rosa Aguilar.

### Proche de Pedro Sánchez
Lors du 39e congrès socialiste en juin 2017, elle est nommée secrétaire à l'Égalité au sein de la nouvelle commission exécutive par le secrétaire général Pedro Sánchez.
Quelques mois plus tard, elle est chargée par le PSOE des négociations avec le gouvernement sur la conduite à tenir face à la déclaration d'indépendance de la Catalogne, qui se concentrent rapidement sur la mise en place de mesures exceptionnelles (es) en application de l'article 155 de la Constitution espagnole,. 
Le 7 juin 2018, elle est nommée vice-présidente du gouvernement espagnol et ministre de la Présidence, des Relations avec les Cortes et de l'Égalité. Elle est notamment chargée de mettre en œuvre les propositions socialistes en faveur d'une loi pour l'égalité des salaires et d'une autre contre l'écart entre les sexes dans l'emploi qu'elle coordonnait en qualité de secrétaire à l'Égalité.

### Présidente du Conseil d'État
Le journal El País révèle le 12 février 2024 que Carmen Calvo sera nommée le lendemain présidente du Conseil d'État par le Conseil des ministres du gouvernement Sánchez III. Elle démissionne en conséquence de son mandat de députée de Grenade. Sa désignation fait suite à l'annulation de la nomination de Magdalena Valerio par le Tribunal suprême, arguant de son manque de « prestige dans le domaine juridique ».
Le 22 avril, la commission constitutionnelle du Congrès des députés donne un avis favorable à sa nomination par 19 voix pour et 18 voix contre : elle bénéficie de l'appui du PSOE, de Sumar et des partis indépendantistes, et du rejet du PP, de Vox et de l'UPN qui refusent de considérer qu'elle bénéficie du « prestige juridique » requis.